# 石寨镇 (泸州市)
石寨镇，原为石寨乡，是中华人民共和国四川省泸州市江阳区曾经下辖的一个镇。2019年12月，撤销石寨镇，将其所属行政区域划归通滩镇管辖。

## 行政区划
石寨镇撤销前下辖以下地区：
石寨社区、大林村、田湾村、新湾村、久桥村、新学村、魏北村、凤龙村、上湾村、飞凤村、金银村和桐山村。